# Firmo (usurpador romano do século III)
Firmo (em latim: Firmus) foi um usurpador romano contra o imperador Aureliano segundo a pouco confiável História Augusta. Ele aparece na obra em dois relatos distintos, sendo o primeiro, mais curto, mais confiável.

## História
Firmo era um comerciante de Selêucia, com interesses da Índia ao Egito e associado à rainha Zenóbia do Império de Palmira. Depois que Aureliano derrotou os palmirensos, Firmo iniciou uma revolta em Alexandria, no Egito, interrompendo o fornecimento de cereais de que Roma dependia. Aureliano foi obrigado então a enfrentá-lo e terminou por matá-lo.
Firmo, contudo, jamais se proclamou imperador - a História Augusta defende esta posição no relato sobre Aureliano, mas alega o contrário quando trata de Firmo - e lutou apoiando a segunda revolta palmirena contra Aureliano. É possível Firmo seja na realidade o nome do general enviado por Aureliano para suprimir a revolta, pois papiros egípcios da época citam um tal Cláudio Firmo, corretor. Outra possibilidade é que o autor da História Augusta teria inventado esta figura inspirado num outro Firmo, um usurpador africano contra o reinado de Valentiniano I.